# Abbaye du Mont-Saint-Quentin
Pour les articles homonymes, voir mont Saint-Quentin et Saint-Quentin (homonymie).
L'abbaye du Mont-Saint-Quentin est une ancienne abbaye bénédictine, fondée au VIIe siècle, située sur une hauteur dominant Mont Saint-Quentin (maintenant commune de Péronne). Plusieurs fois détruite, elle fut supprimée à la Révolution française.

## Histoire

### Fondation
L'abbaye fut fondée en 660 sur le Mons Cynorum, le mont des Cygnes, par Clovis II, roi des Francs, enrichie par Erchinoald, maire du palais, et bénite par saint Éloi, évêque de Noyon. Saint Ultan, frère de Fursy de Péronne et de saint Feuillen en fut le premier abbé. Dédiée, à sa fondation à la Sainte Trinité, elle prit, quelque temps après, le nom de saint Quentin. Elle appartint à l'ordre de Saint-Benoît. Vers 660, Ébroïn, maire du palais de Neustrie y exila Aimé de Sion, évêque de Sion. Geoffroy d'Amiens y fut éduqué au XIe siècle.

### Restauration de l'abbaye
Elle fut dévastée par les Vikings et restaurée par Albert Ier de Vermandois, en 977 qui la dota de biens importants. Cette donation fut confirmée par Herbert III de Vermandois, et Lyndulphe, évêque de Noyon, les fils d'Albert. Elle possédait des biens à Aizecourt, Dury, Nesle, Étinehem, Allaines, Halles et Viviers (près de Péronne), Doingt… Cette donation fut confirmée par une bulle du pape Grégoire VI en 1046. Au Xe siècle, l'abbaye bénéficia de la bienveillance et de la générosité d'Eilbert de Péronne et de son épouse Ersende. Ils financèrent la construction de deux oratoires dédiés à saint Gilles et saint Thomas. Ces oratoires furent détruits au XIe siècle pour laisser place au dortoir des moines avec le consentement d'Adélaïde, châtelaine de Péronne. Pierre l'Ermite y aurait été moine au XIe siècle.
L'abbaye possédait un certain nombre de pieuses reliques ramenées de Terre sainte par les croisés. Le moine Timothée les avait inventoriées : outre un morceau de la Vraie Croix, un morceau des clous, un fragment de la couronne d'épines, des langes de Jésus, une pierre du calvaire, une pierre du Saint-Sépulcre, un morceau de la crèche de Jésus.

### Déclin de l'abbaye

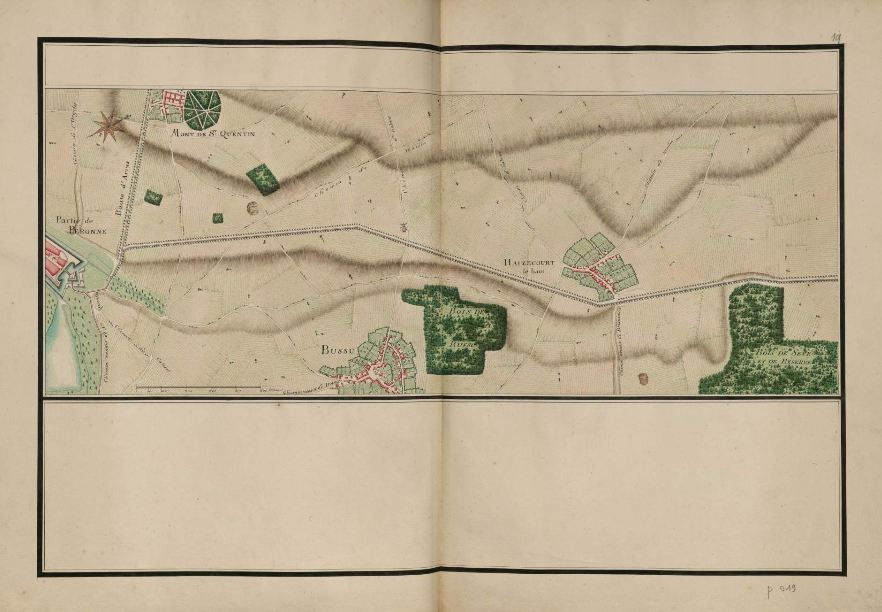
Atlas de Trudaine, abbaye du Mont Saint-Quentin.

Elle fut dévastée au XVIe siècle par les Espagnols, en représailles d'exactions françaises en Artois, (bataille de Saint-Quentin (1557) et relevée en 1628 par Claude d'Argouges, abbé commendataire. En 1622, l'abbaye intégra à la congrégation de Saint-Maur.
Elle fut de nouveau détruite en 1635 et les moines l'abandonnèrent de 1635 à 1639 et de 1673 à 1678 pour se réfugier à Péronne.
L'église était en ruine depuis la fin du XVIIe siècle. La mense abbatiale s'élevait à 29 000 livres, la mense monacale à 15 000. En 1782, l'Almanach royal estima le revenu de l'abbaye à 21 000 livres.

### Disparition de l'abbaye  à la Révolution française
À la Révolution française, l'abbaye devint bien national et fut vendue aux enchères par lots. Le village de Mont-Saint-Quentin construit le long de la route de Bapaume devint une commune qui fut rattachée à celle de Péronne en 1962.
Au XIXe siècle, les frères Duthoit ont dessiné une vue cavalière de l'abbaye du Mont Saint-Quentin qui se trouve au musée de Picardie à Amiens.

## Vestiges
Il ne reste plus aucun vestige architectural visible de l'abbaye.
Le musée des arts décoratifs de Paris conserve une armoire de sacristie du XIVe siècle, provenant de l'abbaye du Mont Saint-Quentin (somme).

## Liste des abbés

### Abbés réguliers
- 1) 650 - 662 : Ultan (Saint-Ultain)
- 662 - 771 : abbés inconnus
- 2) 771 - 826 : abbé Fulrad
- 826 - 943 : ?
- 3) vers 943 ou 970 : Evrard ou Curalde
- 4) 970-741 : Baudouin Ier
- 5)         : Richard, abbé de Verdun
- 6) 1028: Valérian Ier nommé par Robert de Péronne
- 7) 1041 - 1058 : Valérian II
- 8) 1058 - 1099 : Godefroi de Namur
- 9) 1099 - 1133 : Henri
- 10) 1133 - 1140 : Roger, moine de l'abbaye Saint-Sauveur d'Anchin
- 11) 1140 - 1172 : Hugues Ier, moine de Corbie, frère de Roger de Péronne
- 12) 1172 - 1184 : Hugues II, neveu d'Hugues Ier
- 13) 1185        : Garnier, meurt dès son élection
- 14) 1185 - 1189?: Robert Ier (abdiqua)
- 15) 1189 - 1192 : Baudouin Ier
- 16) 1192 - 1207 ? : Gautier d'Ypres (abdiqua)
- 17) 1207 ? - 1241 : Gautier de Hardecourt
- 18) 1241 - 1257 : Simon de Coignon de Walaincourt
- 19) 1257 - 1268 : Gérard Boissel
- 20) 1268 - 1275 : Robert II (abdiqua)
- 21) 1280        : Baudouin II
- 22) 1280 - ?    : Mathieu Ier
- 23)  ?   - 1313 : Jean de Villers
- 24) 1313 - 1337 : Jean d'Inchy
- 25) 1337 -  ?   : Jean Chevalier, moine de l'abbaye Saint-Nicolas d'Arrouaise
- 26) ?    - 1370 : Jean de Hardecourt de Combles
- 27) 1370 - 1378 : Hugues III
- 28) 1378 - 1398 ? : Pierre de Puille ou de Barville
- 29) 1398? - 14? : Mathieu de Dury
- 30) ?    - 1438 : Jean de Hennon
- 31) 1438 - 1462 : Jacques Ranson (abdiqua et devint abbé de l'abbaye de Corbie)
- 32) 1462 - 1481 : Jean de Médon, abbé de l'abbaye Saint-Bertin de Saint-Omer
- 33) 1481 - 1487 : Jean de Kaerquendlaven, chanoine de Poitiers nommé par le pape
- 34) 1487 - 1506 : Jean d'Estrées dit Jeannet[4]

### Abbés commendataires
- 35) 1532 -      : Louis Courtin
- 36) 1532 - 1544 : Jean de Génouillac
- 37) 1544 - 1563 : Virdun du Mas frère de Jean de Génouillac
- 38) 1563 - 15?  : Jacques d'Aplaincourt
- 39) 15?  - 1596 : François Pesquans
- 40) 1596 - 1613 : Sébastien Robelin, chanoine de Nesle
- 41) 1613 - 1637 : Claude d'Argouges, sous son abbatiat, l'abbaye est confiée à la congrégation de Saint-Maur.
- 42) 1638 - 1651 : François d'Argouges, neveu de Claude d'Argouges
- 43) 1652 - 1678 : Henri d'Argouges, frère de François d'Argouges
- 44)  ?   - 1739 : François Courtin
- 45)      -      : Louis-Guy de Guérapin de Vauréal, évêque de Rennes
- 46)      -      : Jean-François de La Cropte de Bourzac, évêque de Noyon
- 47)      -      : Martin du Bellay, ancien évêque de Fréjus
- 48)      -      : Ferdinand Maximilien Mériadec de Rohan-Guémené, archevêque de Cambrai[1].